# Balitora meridionalis
Balitora meridionalis är en fiskart som beskrevs av Kottelat, 1988. Balitora meridionalis ingår i släktet Balitora och familjen grönlingsfiskar. IUCN kategoriserar arten globalt som otillräckligt studerad. Inga underarter finns listade.